# روبرت إسحاق داي غراي
روبرت إسحاق داي غراي (بالإنجليزية: Robert Isaac Dey Gray)‏ هو قاضي ومحامي أمريكي، ولد في 1772 في نيويورك في الولايات المتحدة، وتوفي في 8 أكتوبر 1804 في Newcastle District ‏ في كندا.